# Kajlás-hegy
A Kajlás-hegy (átírásokban gyakran Kailas, tibeti: གངས་རིན་པོ་ཆེ, dévanágari: कैलास) a Transzhimalája kiemelkedő, 6638 m magas hegye Tibetben. A hegy csúcsa meglepően szimmetrikus, piramis formájú, és egész évben hó borítja. A Kajlás-hegytől északra ered az Indus, keletre a Brahmaputra, nyugatra a Szatledzs, délre a Karnali és a Gangesz.
Négy vallás, a hinduizmus, a bon, a buddhizmus és a dzsainizmus szent hegye. 

## Fordítás
- Ez a szócikk részben vagy egészben  a   Kailash című német Wikipédia-szócikk fordításán alapul.  Az eredeti cikk szerkesztőit annak laptörténete sorolja fel. Ez a jelzés csupán a megfogalmazás eredetét és a szerzői jogokat jelzi, nem szolgál a cikkben szereplő információk forrásmegjelöléseként.